# Ủy hội Kinh tế Xã hội châu Á Thái Bình Dương Liên Hợp Quốc
Ủy hội Kinh tế Xã hội châu Á Thái Bình Dương Liên Hợp Quốc (tiếng Anh: Economic and Social Commission for Asia and the Pacific, viết tắt: UNESCAP hay ESCAP) là một tổ chức khu vực của Ban thư ký khu vực châu Á – Thái Bình Dương của Liên Hợp Quốc. Ủy hội được thành lập năm 1947 lúc bấy giờ có tên là  Ủy hội Kinh tế Á châu và Viễn Đông (tiếng Anh: UN Economic Commission for Asia and the Far East, ECAFE) để khuyến khích hợp tác kinh tế giữa các quốc gia thành viên. Tên của Ủy hội đổi từ ECAFE thành ESCAP vào năm 1974. Đây là một ủy hội khu vực dưới sự chỉ đạo hành chính của trụ sở Liên Hợp Quốc.
ESCAP có 52 quốc gia thành viên và 9 thành viên phụ, ủy hội báo cáo cho Hội đồng Kinh tế và Xã hội Liên Hợp Quốc (ECOSOC). Ngoài các quốc gia tại châu Á và Thái Bình Dương ra, ủy hội còn có Pháp, Hà Lan, Anh Quốc và Hoa Kỳ.
ESCAP đặt trụ sở tại Bangkok, Thái Lan. Thư ký điều hành ESCAP nhiệm kỳ 2007-2014 là bà Noeleen Heyzer từ Singapore. Bà Heyzer là người phụ nữ đầu tiên lãnh đạo ESCAP vốn là một ủy hội lớn nhất trong 5 ủy hội khu vực của Liên Hợp Quốc cả về mặt dân số lẫn diện tích bao quát. Kể từ 2014 ghế chủ ủy là bà Shamshad Akhtar từ Pakistan.
Tiêu điểm khu vực của ESCAP là điều phối sự toàn cầu hóa thông qua các chương trình về phát triển bền vững với môi trường, thương mại và nhân quyền.

## ESCAP và Việt Nam
Việt Nam gia nhập ECAFE, tiền thân của  ESCAP, năm 1949 dưới chính thể Quốc gia Việt Nam với vị trí là thành viên liên kết, sau đó là thành viên đầy đủ năm 1954. Năm 1955 Việt Nam Cộng hòa kế thừa và đến năm 1976 thì chuyển cho CHXHCN Việt Nam.

## Các quốc gia thành viên

Các quốc gia thành viên của Ủy ban Kinh tế và Xã hội Liên hợp quốc ở Châu Á và Thái Bình Dương.

- 1.  Afghanistan
- 2.  Armenia
- 3.  Úc
- 4.  Azerbaijan
- 5.  Bangladesh
- 6.  Bhutan
- 7.  Brunei
- 8.  Myanmar
- 9.  Campuchia
- 10. Trung Quốc
- 11.  Đông Timor
- 12.  Fiji
- 13.  Pháp
- 14.  Gruzia
- 15.  Ấn Độ
- 16.  Indonesia
- 17.  Iran
- 18.  Nhật Bản
- 19.  Kazakhstan
- 20.  Kiribati
- 21.  Kyrgyzstan
- 22.  Lào
- 23.  Malaysia
- 24.  Maldives
- 25.  Quần đảo Marshall
- 26.  Micronesia
- 27.  Mông Cổ
- 28.  Nauru
- 29.    Nepal
- 30.  Hà Lan
- 31.  New Zealand
- 32.  CHDCND Triều Tiên
- 33.  Pakistan
- 34.  Palau
- 35.  Papua New Guinea
- 36.  Philippines
- 37.  Nga
- 38.  Samoa
- 39.  Singapore
- 40.  Quần đảo Solomon
- 41.  Hàn Quốc
- 42.  Sri Lanka
- 43.  Tajikistan
- 44.  Thái Lan
- 45.  Tonga
- 46.  Thổ Nhĩ Kỳ
- 47.  Turkmenistan
- 48.  Tuvalu
- 49.  Anh Quốc
- 50.  Hoa Kỳ
- 51.  Uzbekistan
- 52.  Vanuatu
- 53.  Việt Nam

## Các thành viên liên kết
- Samoa thuộc Mỹ
- Quần đảo Cook
- Polynésie thuộc Pháp
- Guam
- Hồng Kông, Trung Quốc
- Ma Cao, Trung Quốc
- Nouvelle-Calédonie
- Niue
- Quần đảo Bắc Mariana

## Địa điểm
- Trung tâm Hội nghị Liên Hợp Quốc, Bangkok, Thái Lan (trụ sở)

| Thư ký                     | Từ nước    | Nhiệm kỳ    |
| -------------------------- | ---------- | ----------- |
| Armida S. Alisjahbana      | Indonesia  | 2018 - Nay  |
| Shamshad Akhtar            | Pakistan   | 2014 - 2018 |
| Noeleen Heyzer             | Singapore  | 2007 - 2014 |
| Kim Hak-Su                 | Hàn Quốc   | 2000 - 2007 |
| Adrianus Mooy              | Indonesia  | 1995 - 2000 |
| Rafeeuddin Ahmed           | Pakistan   | 1992 - 1994 |
| S. A. M. S. Kibria         | Bangladesh | 1981 - 1992 |
| J. B. P. Maramis           | Indonesia  | 1973 - 1981 |
| U Nyun                     | Myanmar    | 1959 - 1973 |
| Chakravarthi V. Narasimhan | Ấn Độ      | 1956 - 1959 |
| P. S. Lokanathan           | Ấn Độ      | 1947 - 1956 |